# Culmacris diversa
Culmacris diversa är en insektsart som beskrevs av Kenneth Hedley Lewis Key 1979. Culmacris diversa ingår i släktet Culmacris och familjen Morabidae. Inga underarter finns listade i Catalogue of Life.